# 十二页报
《十二页报》（西班牙語：Página/12）是一份在阿根廷布宜諾斯艾利斯出版的报纸。它于1987年5月25日由记者Jorge Lanata和作家Osvaldo Soriano及Alberto Elizalde Leal创办。自2016年以来，该报隸屬於布宜诺斯艾利斯正义党主席Víctor Santa María创建的多媒体公司Grupo Octubre。该报歷史上与内斯托尔·基什内尔和克里斯蒂娜·费尔南德斯·德基什内尔政府关系密切。